# Mont des Récollets
Pour les articles homonymes, voir Récollet (homonymie).

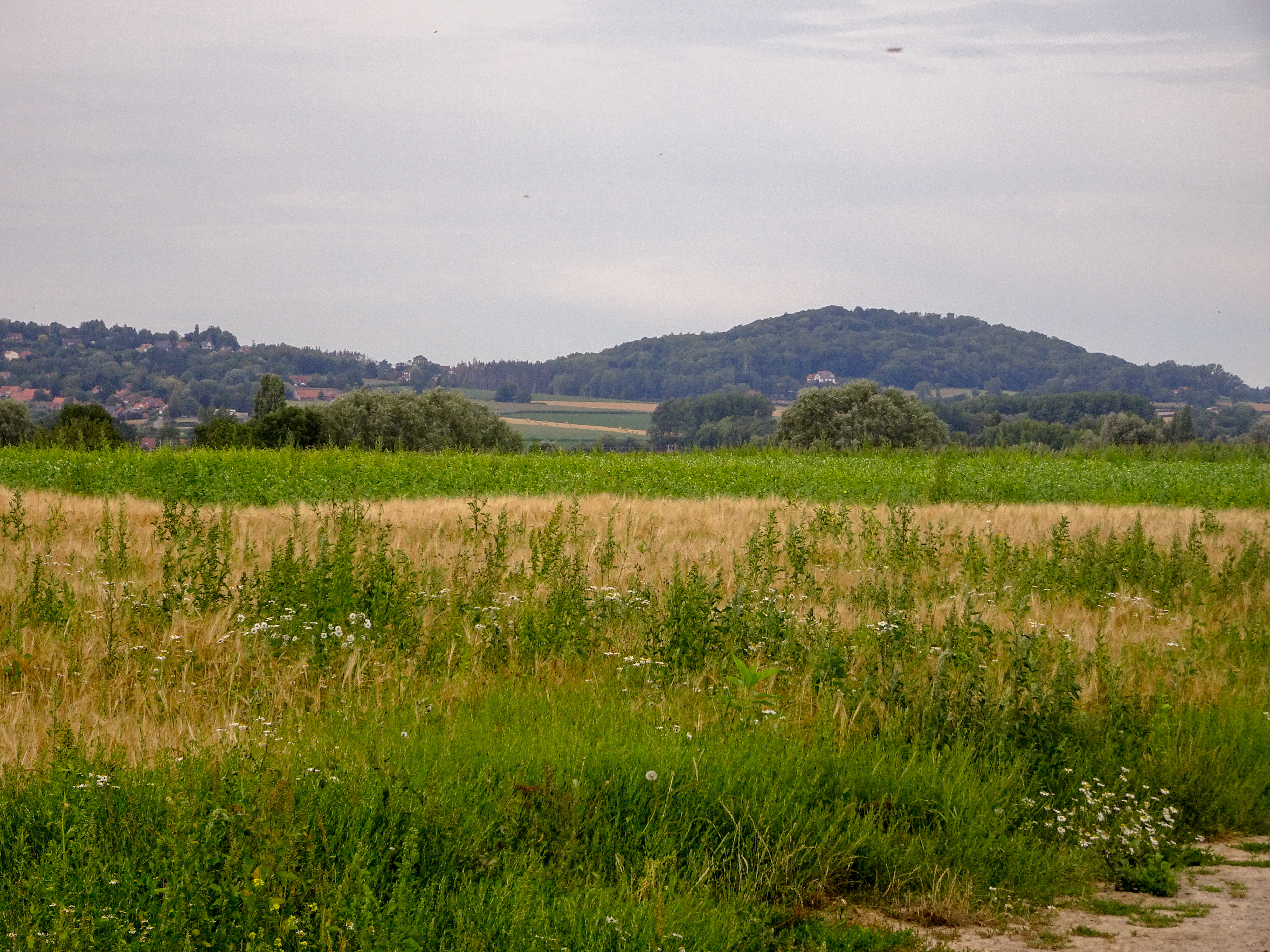
Mont des Récollets vu depuis le sud à Hondeghem.

Le mont des Récollets, Wouwenberg, Wuuwenberg ou Recolettenberg en néerlandais et en flamand, est l'un des monts des Flandres. Il a une altitude de 160 m.

## Toponymie
Le nom « mont des Récollets » vient de la présence de l'ancien couvent des Récollets de Cassel, un des couvents du Nord-Pas-de-Calais, fondé en 1620. Ce couvent n'existe plus de nos jours.
Selon de Smyttère, en 1861-1862, le nom Wouwenberg se traduirait par « mont des vautours » car on pendait sur son sommet les malfaiteurs condamnés au supplice. Les cadavres attiraient les rapaces qui s'en nourrissaient. Le mot wouw en néerlandais fait référence à des espèces de milans (genres Haliastur et Milvus) et non pas à des vautours. Une autre explication étymologique du mot Wouwenberg invoque une déformation du mot flamand weeuw (veuve en français, weduwe en néerlandais), du fait que le couvent des Récollets était un lieu d'accueil pour les veuves et les orphelins[réf. nécessaire].

## Géographie
Comme les autres monts des Flandres, il s'agit d'une butte témoin, dont le sommet est formé de grès et repose sur la plaine argileuse du Houtland.
Le mont des Récollets est boisé.

## Histoire
Selon les éphémérides manuscrites d'un chanoine de Cassel, il y aurait eu plusieurs tremblements de terre de faible intensité dans les environs du mont, le 18 février 1756 à 9 heures du matin, le 20 janvier 1760 à 10 heures du soir et le 28 mars 1776 vers 8 heures du matin. Les secousses de ce dernier auraient été ressenties jusqu'à Bergues, Dunkerque, Calais et même Douvres, avec un bruit ressemblant à celui de chariots roulant au loin sur des pavés. Ce même mois de mars 1776, après des pluies abondantes, une masse de terre descendit du sommet du mont, suivie par une couche de sable coquillier. Des arbres et des haies se seraient également déplacés.

### Pères récollets de Cassel
Jérôme de la Tour, seigneur d'Oostbriaerde et de Calverdans, l'un des seigneurs d'Hondeghem, fut un des bienfaiteurs du couvent des Récollets au XVIIe siècle.
Selon Edmond-Louis Blomme, instituteur du village de Ledringhem de 1849 à 1854, ayant écrit une monographie sur cette commune, présentée au concours de la Société Dunkerquoise en 1895, les tableaux du chemin de croix de l'église auraient été donnés par les Récollets de Cassel le 15 octobre 1752. Il ajoute en note de bas de la page 137 que ces stations ont été peintes par Coucke, de Cassel, et se trouvaient auparavant dans l'église de cette ville.